# SummerSlam (1995)
SummerSlam 1995 fue la octava edición de SummerSlam, un evento pago por visión de lucha libre profesional producido por la World Wrestling Federation (WWF). Tuvo lugar el 27 de agosto de 1995 desde el Pittsburgh Civic Arena en Pittsburgh, Pensilvania.

## Resultados
- Hakushi derrotó a The 1-2-3 Kid (9:28)
  - Hakushi cubrió a Kid después de revertir una "Spin Kick" con un "Leg Trap Powerbomb".
- Hunter Hearst Helmsley derrotó a Bob Holly (7:11)
  - Helmsley cubrió a Holly después de un "Pedigree".
- The Smokin' Gunns (Billy y Bart) derrotaron a The Blu Brothers (Jacob y Eli) (6:10)
  - Bart pinned Eli después de un "Sidewinder".
- Barry Horowitz derrotó a Skip (w/Sunny) (11:21)
  - Hakushi llegó al ring y distrajo a Skip el tiempo suficiente para que Horowitz lo cubriera con un Roll-Up".
- Bertha Faye (w/Harvey Wippleman) derrotó a Alundra Blayze ganando el Campeonato Femenino de la WWF (4:37)
  - Faye cubrió a Blayze después de un "Big Bertha Bomb".
- The Undertaker (w/Paul Bearer) derrotó a Kama (w/Ted DiBiase) en un Casket Match (16:26)
  - Undertaker derrotó a Kama tras ponerlo en un ataúd y cerrar su tapa.
- Bret Hart derrotó a Isaac Yankem (w/Jerry Lawler) por descalificación (16:08)
  - Yankem fue descalificado después de que él y Lawler ahorcaran a Bret con la cuerda del ring.
- Shawn Michaels derrotó a Razor Ramon en una Ladder Match reteniendo el Campeonato Intercontinental de la WWF (24:58)
  - Michaels ganó al descolgar el campeonato.
- Diesel derrotó a King Mabel (w/Sir Mo) reteniendo el Campeonato de la WWF (9:15)
  - Diesel cubrió a Mabel después de un "Flying Clothesline".
  - Sir Mo interfirió atacando a Diesel y Lex Luger atacó a Mo sacándolo de la lucha.

## Otros roles
| Comentaristas - Vince McMahon - Jerry "The King" Lawler - Dok Hendrix Entrevistadores - Dean Douglas - Todd Pettengill - Jim Ross Comentaristas en español - Carlos Cabrera - Hugo Savinovich | Árbitros - Earl Hebner - Mike Chioda - Jack Doan - Tim White |